# محمد العماري
الفريق محمد العماري (7 يونيو 1939 في الجزائر العاصمة - 13 فبراير 2012) عسكري جزائري، وهو سادس رئيس لأركان الجيش الجزائري ما بين 1993 - 2004. بزغ نجمه مع بداية 1992، واتُّهم بلعب دور أساسي في إزاحة الرئيس الشاذلي، مما أدى إلى حرب شرسة بين الجيش والجماعات الإسلامية المسلحة، والتي لعب العماري دورا أساسيا فيها، بقيادته قوةَ نخبةٍ من 15 ألف فرد.

## حياته
تنحدر عائلته من برج بن عزوز ولاية بسكرة جنوب الجزائر العاصمة. درس في العاصمة وانضم إلى الجيش الفرنسي. كان التحاقه بالثورة الجزائرية في وقت متأخر منها، حيث هرب من الجيش الفرنسي سنة 1962 وأسس مع زملائه الهاربين الجيش الشعبي الجزائري الموالي للثورة الجزائرية وجبهة التحرير الجزائرية.
بعد الاستقلال تلقى تكوينا عسكريا رفيعا في أكاديمية موسكو العسكرية بالاتحاد السوفييتي. ويمثل النخبة العسكرية الفرونكفونية العلمانية التي تلقت تكوينا عالي المستوى في المدارس الحربية الفرنسية لاحقا.

### مسيرته العسكرية
تولى منصب قائد أركان الجيش لناحية عسكرية من 1970 إلى سنة 1976، وبعدها شغل منصب قائد فرقة المشاة الميكانيكية إلى غاية سنة 1982 ورئيس قسم عمليات أركان الجيش الوطني الشعبي إلى غاية سنة 1988 ثم قائد الناحية العسكرية الخامسة (قسنطينة) إلى غاية سنة 1989 وأشرف على وحدات قتالية.
ثم أصبح قائد القوات البرية إلى غاية سنة 1992، وهي السنة التي رقي خلالها إلى رتبة فريق. عين سنة 1993 قائدا لاركان الجيش الجزائري وبقي في المنصب إلى غاية استقالته سنة 2004.

### أحداث التسعينات
كان في قلب الأحداث التي عاشتها الجزائر مطلع 1992 بعد توقيف الانتخابات، حيث تدخل الجيش لوقف زحف الإسلاميين إلى السلطة بزعامة الجبهة الإسلامية للإنقاذ. اجتمع العماري في ثكنة بعين النعجة بالضاحية الجنوبية للجزائر العاصمة، واتخذوا بقيادة وزير الدفاع خالد نزار، قرارا بإجبار الرئيس الشاذلي بن جديد على الاستقالة حتى يتوفر مبرر إلغاء نتائج الانتخابات، وسمي هذا الحدث بحركة 11 يناير.

### إستقالته
استقال في الثالث من أغسطس 2004، ثلاثة أشهر بعد إعادة انتخاب الرئيس بوتفليقة لعهدة ثانية، جاء في الجريدة الرسمية أنه قد أنهيت مهامه من طرف الرئيس والقائد الأعلى للقوات المسلحة عبد العزيز بوتفليقة.
قال هو لأسباب شخصية في حين تؤكد الصحف الجزائرية أنها جاءت بعد خلاف طويل وكبير مع الرئيس بوتفليقة حول طريقة تسيير الجيش والتدخل من الرئيس في صلاحياته ومحاولة من بوتفليقة فرض الرأي الواحد.
ارتفاع رأس المال: رفع العبار رأس مال شركته "إعمار" إلى 5.4 مليار جنيه مصري، مما يعكس التزامه بتوسيع نطاق أعمال الشركة وتعزيز قدرتها التنافسية في السوق .

### وفاته
توفي الفريق محمد العماري صباح الاثنين 13 فبراير 2012 في مستشفى محمد زيوشي طولقة بولاية بسكرة جنوب شرق العاصمة الجزائرية عن عمر ناهز 72 عاما إثر وعكة صحية.

## انتقادات
ينتقده الكثير من المعارضين ويرون فيه اليد القمعية للسلطة في الجزائر ويلقبونه برجل السياسات القذرة ويتهمونه إلى جانب الجنرال خالد نزار بارتكاب جرائم ضد الإنسانية.